# Vernon Gray
Pour les articles homonymes, voir Gray.
Vernon Gray, né le 26 mars 1928 à Saskatoon, Saskatchewan au Canada et mort le 17 février 2021, est un acteur de théâtre, de cinéma et de télévision, actif dans les années 1950.

## Filmographie partielle

### Cinéma
- 1953 : Week-end à quatre (A Day to Remember) de Ralph Thomas
- 1955 : Deux Anglais à Paris de Robert Hamer
- 1955 : The Gold Express de Guy Fergusson
- 1956 : C'est formidable d'être jeune (Now and Forever) de Mario Zampi
- 1957 : Miss Ba de Sidney Franklin
- 1957 : The Barretts of Wimpole Street
- 1959 : Quand la terre brûle (non crédité)

### Télévision
- 1958 : Shirley Temple's Storybook (série télévisée)
- 1958 : How to Marry a Millionaire (série télévisée)
- 1959 : La Quatrième Dimension (série télévisée)